# 棕背臭蛙
棕背臭蛙（学名：Odorrana swinhoana），又名棕背臭蛙，（俗名棕背蛙、尖鼻赤蛙、騙人鳥、台岛臭蛙），为赤蛙科臭蛙属的两栖动物。為台灣特有物種，廣泛分佈於台灣高度低於 2,000米（6,600英尺） 的丘陵地帶。以發現者斯文豪氏命名。该物种的模式产地在台湾。

## 描述
棕背臭蛙是一種中型到大型的青蛙，體長最大可達 12 cm（4.7英寸）。壽命可長達 11 年。體型大小視產地而異；來自低海拔地區的雄性平均體長  58至73 mm（2.3至2.9英寸） ，而較高海拔地區，體長則為 73至85 mm（2.9至3.3英寸）。背部是鮮綠色，體側為棕色或綠色，夾雜白色或深色斑點。背部皮膚有細小顆粒，腹部呈白色，指尖有盤狀肉墊，腳趾有發育良好的蹼。
蝌蚪可生活於流動的水中，其腹部有吸盤，背部呈綠色。

## 生態
棕背臭蛙可發現於闊葉林內的山間溪流中。獵食陸地和水中的獵物，主要是昆蟲和蜘蛛，也包括腹足綱的軟體動物、甲殼類和蜈蚣。 繁殖於小山丘上，陰涼且多岩石的小溪中。雄蛙通常隱藏在岩石間的縫隙中日夜鳴叫。卵附著在水下的岩石上。
儘管農業的發展對其產生一定的威脅，但不認為是面臨嚴重威脅的物種，仍可在許多保護區發現其蹤跡。

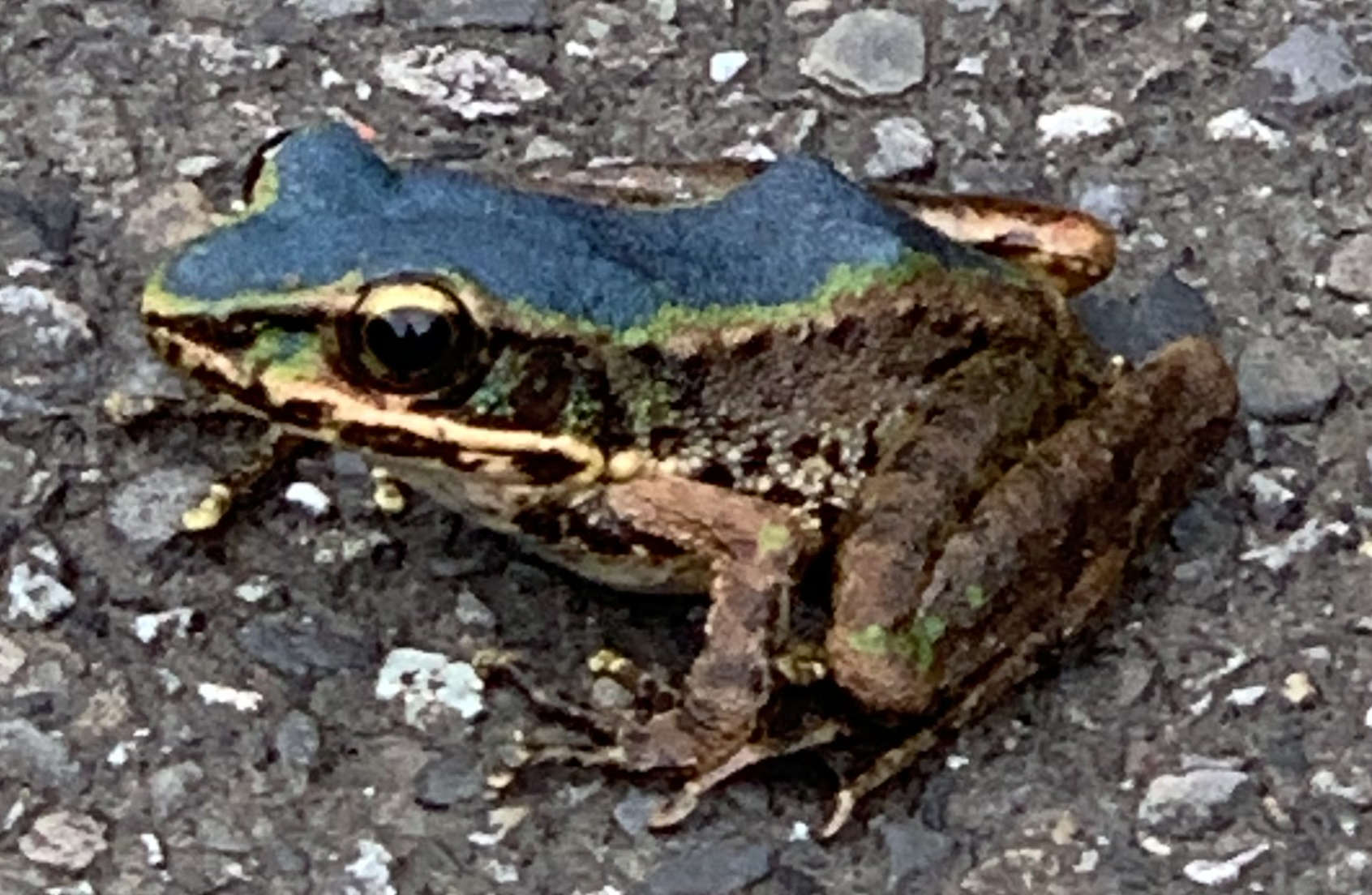
背部是藍色的斯文豪氏赤蛙